# Юдіт Візнер
Юдіт Візнер (нім. Judith Wiesner; нар. 2 березня 1966) — колишня професійна австрійська тенісистка.
Здобула п'ять одиночних та три парні титули.
Найвищу одиночну позицію світового рейтингу — 12 місце досягнула в 1997 році, парну — 29 місце — в 1989 році.
Завершила кар'єру 1997 року.

## Фінали Туру WTA

### Одиночний розряд: 12 (5–7)
| Перемога — Легенда            |
| ----------------------------- |
| Турніри Великого шолома (0–0) |
| Турніри WTA Tour (0–0)        |
| Tier I (0–1)                  |
| Tier II (0–0)                 |
| Tier III (1–2)                |
| Tier IV (2–3)                 |
| Tier V (2–1)                  |

| Титули за покриттям |
| ------------------- |
| Тверде (1–2)        |
| Трава (0–0)         |
| Ґрунт (4–5)         |
| Килим (0–0)         |

| Результат | Ранг | Дата            | Турнір                       | Покриття | Опонент                 | Рахунок            |
| --------- | ---- | --------------- | ---------------------------- | -------- | ----------------------- | ------------------ |
| Поразка   | 1.   | 16 травня 1988  | Internationaux de Strasbourg | Ґрунт    | Сандра Чеккіні          | 3–6, 0–6           |
| Перемога  | 1.   | 18 липня 1988   | Aix-en-Provence              | Ґрунт    | Сільвія Ганіка          | 6–1, 6–2           |
| Перемога  | 2.   | 10 липня 1989   | Arcachon                     | Ґрунт    | Барбара Паулюс          | 6–3, 6–7(3–7), 6–1 |
| Поразка   | 2.   | 16 березня 1990 | Мастерс Маямі                | Тверде   | Моніка Селеш            | 1–6, 2–6           |
| Поразка   | 3.   | 15 липня 1991   | Кіцбюель                     | Ґрунт    | Кончіта Мартінес        | 1–6, 6–2, 3–6      |
| Перемога  | 3.   | 18 травня 1992  | Internationaux de Strasbourg | Ґрунт    | Савамацу Наоко          | 6–1, 6–3           |
| Поразка   | 4.   | 17 травня 1993  | Internationaux de Strasbourg | Ґрунт    | Савамацу Наоко          | 6–4, 1–6, 3–6      |
| Поразка   | 5.   | 12 липня 1993   | Кіцбюель                     | Ґрунт    | Анке Губер              | 4–6, 1–6           |
| Поразка   | 6.   | 25 липня 1994   | Styria                       | Ґрунт    | Анке Губер              | 3–6, 3–6           |
| Перемога  | 4.   | 22 серпня 1994  | Скенектаді                   | Тверде   | Лариса Савченко-Нейланд | 7–5, 3–6, 6–4      |
| Перемога  | 5.   | 24 липня 1995   | Maria Lankowitz              | Ґрунт    | Руксандра Драгомір      | 7–6(7–4), 6–3      |
| Поразка   | 7.   | 30 грудня 1996  | ASB Classic                  | Тверде   | Маріон Маруска          | 3–6, 1–6           |

### Парний розряд: 9 (3–6)
| Перемога — Легенда            |
| ----------------------------- |
| Турніри Великого шолома (0–0) |
| Турніри WTA Tour (0–0)        |
| Tier I (0–0)                  |
| Tier II (0–0)                 |
| Tier III (0–4)                |
| Tier IV (0–1)                 |
| Tier V (2–1)                  |
| Virginia Slims (1–0)          |

| Титули за покриттям |
| ------------------- |
| Тверде (0–0)        |
| Трава (0–0)         |
| Ґрунт (3–4)         |
| Килим (0–2)         |

| Результат | Ранг | Дата           | Турнір                       | Покриття  | Партнер               | Опоненти                                  | Рахунок            |
| --------- | ---- | -------------- | ---------------------------- | --------- | --------------------- | ----------------------------------------- | ------------------ |
| Перемога  | 1.   | 5 жовтня 1987  | Афіни                        | Ґрунт     | Andrea Betzner        | Кеті Горват Діанне Ван Ренсбург           | 6–4, 7–6(7–0)      |
| Поразка   | 1.   | 25 липня 1988  | Гамбург                      | Ґрунт     | Andrea Betzner        | Яна Новотна Тіна Шоєр-Ларсен              | 4–6, 2–6           |
| Перемога  | 2.   | 1 серпня 1988  | Афіни                        | Ґрунт     | Сабрина Голеш         | Зільке Франкль Забіне Гак                 | 7–5, 6–0           |
| Поразка   | 2.   | 24 квітня 1989 | Барселона                    | Ґрунт     | Аранча Санчес Вікаріо | Яна Новотна Тіна Шоєр-Ларсен              | 2–6, 6–2, 6–7(3–7) |
| Перемога  | 3.   | 22 травня 1989 | Internationaux de Strasbourg | Ґрунт     | Мерседес Пас          | Ліз Грегорі Гретхен Магерс                | 6–3, 6–3           |
| Поразка   | 3.   | 16 жовтня 1989 | Zurich Open                  | Килим (I) | Наталі Тозья          | Яна Новотна Гелена Сукова                 | 3–6, 6–3, 4–6      |
| Поразка   | 4.   | 22 квітня 1991 | Барселона                    | Ґрунт     | Наталі Тозья          | Мартіна Навратілова Аранча Санчес Вікаріо | 1–6, 3–6           |
| Поразка   | 5.   | 20 квітня 1992 | Барселона                    | Ґрунт     | Наталі Тозья          | Кончіта Мартінес Аранча Санчес Вікаріо    | 4–6, 1–6           |
| Поразка   | 6.   | 22 лютого 1993 | Generali Ladies Linz         | Килим (I) | Кончіта Мартінес      | Євгенія Манюкова Лейла Месхі              | w/o                |

## Виступи в одиночних турнірах Великого шолома
| Турнір                                 | 1986  | 1987  | 1988  | 1989  | 1990  | 1991  | 1992  | 1993  | 1994  | 1995  | 1996  | 1997  | Career SR |
| -------------------------------------- | ----- | ----- | ----- | ----- | ----- | ----- | ----- | ----- | ----- | ----- | ----- | ----- | --------- |
| Відкритий чемпіонат Австралії з тенісу | NH    | 3р    | A     | 2р    | 2р    | A     | 2р    | 1р    | A     | 3р    | 1р    | 1р    | 0 / 8     |
| Відкритий чемпіонат Франції з тенісу   | A     | 2р    | 1р    | 1р    | 3р    | 1р    | 3р    | 2р    | 2р    | 1р    | 1р    | 1р    | 0 / 11    |
| Вімблдонський турнір                   | A     | 2р    | 1р    | 3р    | 2р    | 2р    | 3р    | 2р    | 1р    | 3р    | ЧФ    | 3р    | 0 / 11    |
| Відкритий чемпіонат США з тенісу       | A     | 1р    | 2р    | 1р    | 2р    | 2р    | 2р    | 3р    | 3р    | 1р    | ЧФ    | A     | 0 / 10    |
| SR                                     | 0 / 0 | 0 / 4 | 0 / 3 | 0 / 4 | 0 / 4 | 0 / 3 | 0 / 4 | 0 / 4 | 0 / 3 | 0 / 4 | 0 / 4 | 0 / 3 | 0 / 40    |
| Рейтинг на кінець року                 | 141   | 33    | 33    | 35    | 17    | 16    | 25    | 21    | 25    | 25    | 15    | NR    |           |